# UTC-10:40
UTC-10:40 — позначення для відмінних від UTC часових зон на — 10 годин 40 хвилин. Іноді також вживається поняття «часовий пояс UTC-10:40». Такий час використовувався раніше на островах Лайн (зараз у складі Кірибаті).

## Використання
зараз не використовується

## Історія використання
Час UTC-10:40 використовувався:

### Як стандартний час
- Кірибаті — част.:
  - Острови Лайн (1 січня 1901 — 30 вересня 1979)

### Як літній час
Ніде не використовувався